# Екатерина Рената Австрийская
Екатери́на Рена́та Австри́йская (нем. Katharina Renata von Österreich; 4 января 1576, Грац, эрцгерцогство Австрия — 29 июня 1599, там же) — принцесса из дома Габсбургов, урождённая эрцгерцогиня Австрийская, дочь Карла II, эрцгерцога Австрии.

## Биография
Катерина Рената родилась в Граце 4 января 1576 года. Она была четвёртым ребёнком и третьей дочерью в многодетной семье Карла II, эрцгерцога Австрии, и Марии Анны Баварской, принцессы из дома Виттельсбахов. По линии отца эрцгерцогиня приходилась внучкой Фердинанду I, императору Священной Римской империи, и Анне Богемской и Венгерской, наследнице тронов королевств Чехии и Венгрии из дома Ягеллонов. По линии матери она была внучкой Альбрехта V, герцога Баварии, и Анны Австрийской, принцессы Венгерской и Чешской из дома Габсбургов.
Дворы в Вене и Парме собирались вести переговоры о заключении брака между Катериной Ренатой и Рануччо I, герцогом Пармы и Пьяченцы. Внезапная смерть эрцгерцогини в возрасте двадцати трёх лет оставила этот проект не осуществившимся. Катерина Рената умерла в Граце 29 июня 1599 года. Её похоронили в монастыре Богоматери в Зеккау.